# Zé Carioca
Zé Carioca é o apelido (alcunha em português europeu) do papagaio José Carioca (nos Estados Unidos e na Holanda, também chamado de Joe Carioca), personagem fictício desenvolvido no começo da década de 1940 pelos estúdios Walt Disney. Ele é retratado como o típico malandro carioca, sempre escapando dos problemas com o jeitinho característico. Sua primeira aparição foi no filme Saludos Amigos, como amigo do Pato Donald. Descrito pela Time como um papagaio brasileiro elegante, que é tão superior ao Pato Donald quanto o Pato era ao Mickey Mouse.
O personagem brasileiro foi criado durante a Segunda Guerra Mundial, na verdade fez parte de uma estratégia chamada de política de boa vizinhança dirigida pelo governo dos Estados Unidos para melhorar as relações e obter apoio político dos países latino-americanos.

## História
Zé Carioca foi criado pelo próprio Walt Disney dentro do Hotel Copacabana Palace quando esteve no Brasil em 1941. Impressionado com a técnica de J. Carlos, cartunista que desenhava as versões brasileiras de personagens da empresa na revista O Tico Tico, Disney o convidou para trabalhar em Hollywood, mas o convite foi recusado por J. Carlos. Segundo alguns jornalistas, Walt Disney criou e enviou o personagem José Carioca para Carlos, dizendo esta ser uma homenagem ao cartunista. Outros especulam que o papagaio foi inspirado no sambista Paulo da Portela, outros que foi inspirado no cavaquinista paulista, José do Patrocínio Oliveira, o Zezinho, que inclusive forneceu a voz do personagem no filme Saludo Amigos. Uso do guarda-chuva pode ter vindo do Dr. Jacarandá, um figura do folclore carioca da época.

### Cinema

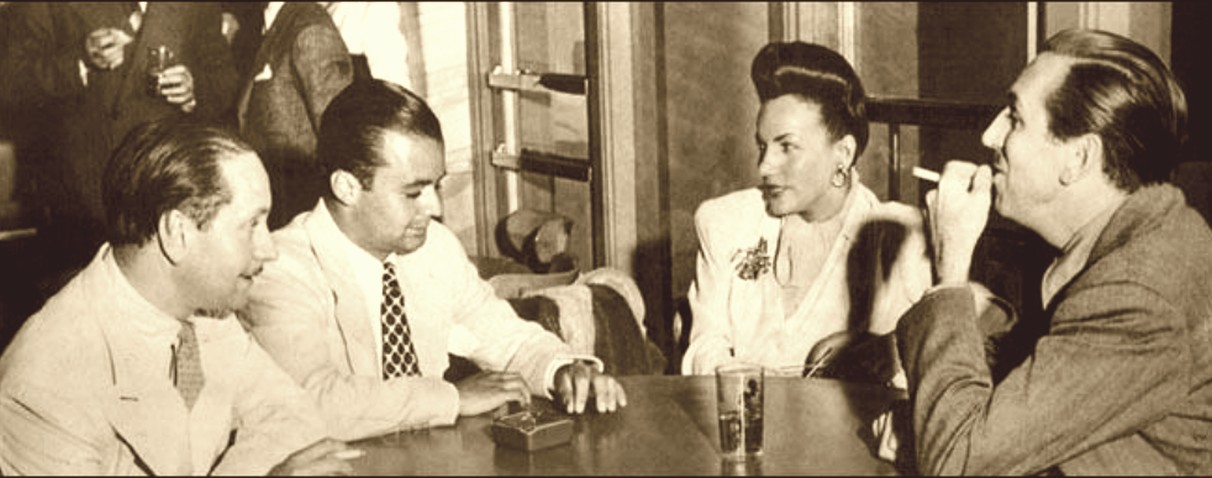
Da esquerda para a direita: desconhecido, Jorge Guinle, Carmen Miranda e Walt Disney no lançamento do personagem Zé Carioca.

O papagaio José Carioca (vulgo Zé Carioca) foi criado para o filme Alô, amigos (Saludos Amigos), de 1942, lançado nos EUA no ano seguinte pela Disney. Antes do lançamento americano, tiras de jornal foram publicadas com as aventuras do Zé Carioca.
O filme era dividido em quatro partes e mostrava a América do Sul, na qual o Zé guiava Pato Donald na sua visita ao Brasil: apresentou ao pato a cachaça e o samba. O filme foi criado a partir de dados coletados numa visita de artistas dos Estúdios Disney – entre eles o próprio Walt Disney – à América do Sul (que é mostrada em flashes durante o filme).
Os esforços americanos não se limitavam ao Brasil, assim alguns personagens foram criados para um número de países latinos:
- Gauchinho Voador, representante da Argentina;
- Panchito, representante do México;
- José Zé Carioca, o querido papagaio, representante do Brasil.

Dois anos depois, Zé Carioca apareceu novamente em outra produção destinada à América Latina: Os três cavaleiros (The Three Caballeros/Los tres caballeros). A parte brasileira, intitulada Você já foi à Bahia?, mostra Zé Carioca na companhia do Pato Donald e do galo mexicano Panchito, desta vez na Bahia, numa sequência que mistura desenho com atores reais (destaque para a participação da cantora Aurora Miranda, irmã da célebre Carmen Miranda).
Neste filme, Zé Carioca e Donald ainda se juntam ao galo Panchito em uma viagem pelo México a bordo do serapé voador deste último. Uma curiosidade cinematográfica sobre Zé Carioca é a confusão que se faz entre ele e o papagaio jurado em Alice no País das Maravilhas.
Zé Carioca aparece ao lado de Donald e do Aracuã no segmento Blame It on the Samba do filme Tempo de Melodia (1948).
Em 1988, o papagaio participa do filme Uma Cilada para Roger Rabbit.

## Televisão
Aparece em dois episódios da série Disneyland: Two Happy Amigos (1960) e  Carnival Time (1962).
Em 1996, Zé Carioca comandou um talk show dentro do programa TV Colosso da Rede Globo, com a voz do dublador Marco Antônio Costa.
Em 1999, o papagaio aparece no episódio Mickey Tries to Cook da série animada Mickey Mouse Works, entre 2001 e 2002 aparece nos episódios The Three Caballeros, Not So Goofy e Goofy's Menu Magic da série House of Mouse.
Apareceu em dois episódios da série Mickey Mouse, que apresenta uma versão do Mickey Mouse mais próxima a dos desenhos da década de 1930, na segunda temporada, o papagaio aparece como um locutor esportivo no Estádio do Maracanã no episódio Futebol Clássico,  na terceira temporada aparece junto com outros dois cavaleiros na comemoração do aniversário do Mickey em ¡Feliz Cumpleaños!, na quarte temporada, aparece no episódio Carnaval, onde Mickey e Minnie aparecem no Carnaval do Rio de Janeiro. Aparece ao lado de Panchito em um episódio de Mickey and the Roadster Racers.
Em junho de 2018, a Disney lança a série animada The Legend of The Three Caballeros para o aplicativo de vídeo sob demanda Disneylife, inicialmente disponível apenas nas Filipinas. Em novembro do mesmo ano, Zé Carioca junto a Panchito aparecem no reboot de DuckTales, aqui representados como ex-colegas de quarto e melhores amigos do Pato Donald, que juntos formavam a banda Os Três Caballeros. Aparece ao lado de Panchito em dois episódios de Mickey Mouse Funhouseː Día de Muertos e Nochebuena no Funhouse.

## Quadrinhos
Zé Carioca é pouco conhecido nos Estados Unidos, mas no Brasil ele possuiu revista em quadrinhos mensal, publicada pela Editora Abril de 1961 a 2018. Os quadrinhos o retratam como o típico malandro carioca, sempre escapando dos problemas com o jeitinho característico.

### Origens
Na década de 1940, foram criados publicadas tiras dominicais na página semanal Silly Symphony, escrita por Bill Walsh, desenhadas por Bob Grant e  Paul Murry com arte-final de Dick Moores. Nessa série, surgiram os primeiros personagens coadjuvantes do papagaio: Rosinha, seu pai Rocha Vaz, Nestor e o rival playboy do Zé Carioca, conhecido como Luís Carlos (que mais tarde seria substituído por Zé Galo). Além de ambientado no Rio, há uma história de uma viagem ao Amazonas, que depois seria redesenhada nos anos 1960 pelos artistas brasileiros. Nessas histórias, o papagaio é visto com um malandro, vivendo de golpes. A série que durou de 11 de outubro de 1942 a 1 de outubro de 1944. Foi substituída por uma tira de Panchito, que durou mais um ano.
A primeira história do Zé Carioca produzida para uma revista em quadrinhos foi O Rei Do Carnaval (The Carnival King, no original), a história foi produzida por Carl Buettner para a revista Walt Disney's Comics and Stories nº 27, publicada em 1942 e publicada no Brasil em O Pato Donald nº 8 (1951), nela, o papagaio tenta conquista uma jovem sambista inspirada em Carmen Miranda.

### No Brasil
No Brasil, as tiras do o Zé Carioca estrearam na revista O Globo Juvenil em fevereiro de 1943, entre 1944 e 1945, as tiras foram publicadas no tabloide O Globo Expedicionário.
Em julho de 1950, apareceu na capa do primeiro número da revista O Pato Donald, pelas mãos do artista argentino Luis Destuet. Em 1961, já mais bem estruturado em seu universo, ganha uma publicação própria com a numeração iniciando no 479 e aproveitando os números ímpares da seqüência do Pato Donald, que permanecia com os números pares daí em diante.
A produção no Brasil de histórias para o Universo Disney envolveria outros personagens. A primeira história produzida no Brasil com o Zé recebeu o nome de A Volta De Zé Carioca publicada em O Pato Donald nº 165 (1955), cujos desenhos são atribuídos a Luis Destuet, a primeira história produzida por um artista brasileiro, Jorge Kato teve o mesmo título da história de 1955 e foi publicada em O Pato Donald nº 434 (1960). Ao contrário das tiras americanas, no início da série brasileira não havia diferenças entre a cidade em que o Zé morava e Patópolis, aparecendo com frequência os demais coadjuvantes das histórias do Donald, como seus sobrinhos, Tio Patinhas, Professor Pardal e o Gastão. É com o Gastão, aliás, que apareceu uma das mais famosas histórias dessa série Zé Carioca contra o goleiro Gastão, desenhada por Jorge Kato e justamente presente na citada edição 479: o sortudo personagem era goleiro de um time de futebol que jogava contra o do Zé Carioca. Mesmo com Zé sendo um craque, ele não conseguia vencer o Gastão, que sempre fazia algum milagre para impedir o gol dos adversários. No Brasil, aliás, Gastão seria sempre o sortudo, enquanto nas histórias de Carl Barks ele aparecia mais vezes como falastrão e preguiçoso e avesso ao trabalho, ou seja, bem parecido com a personalidade que Zé Carioca acabou adotando.
Quando Zé Carioca estreou nos quadrinhos do Brasil, o volume de histórias disponível não era suficiente para manter o título em banca. A Editora Abril para não cancelar a revista, passou a adaptar histórias do Mickey e do Pato Donald, com os desenhistas da Abril colocando Zé Carioca no lugar desses personagens, essas histórias foram apelidadas de Zé Fraude. Por consequência, apareceram histórias onde Zé Carioca contracena com personagens fora do seu universo, mantidos da história original, como Pateta, parceiro de Mickey. Também por conta disso, surgiram Zico e Zeca, sobrinhos do Zé, e criados para ocuparem o lugar de Huguinho, Zezinho e Luizinho, sobrinhos do Pato Donald e Chiquinho e Francisquinho, sobrinhos do Mickey Mouse. Outra consequência foram as frequentes mudanças na personalidade de Zé Carioca, que se adaptava à história original de onde era copiada.
Finalmente a partir da década de 1970, a Editora Abril conseguiu estruturar um estúdio próprio destinado a produzir histórias para suprir o crescente número de publicações Disney que circulavam no país com enorme sucesso. O Zé Carioca começou a aparecer regularmente em sua revista, acompanhado de uma nova série de personagens coadjuvantes e vivendo situações ambientadas nas paisagens do Brasil, que o consolidaria como um personagem tipicamente brasileiro. Uma curiosidade dessa época, é a presença do mainá Amadeu, personagem criado para as histórias do Mickey Mouse e Pateta, mas que já havia sido usado em histórias do papagaio nos anos 1960.
Entre as décadas de 70 e 90 ocorreu o auge da produção para o personagem no Brasil, com revistas contendo só histórias do personagem, e com aumento do número de páginas. Nessa época o Zé teve seu visual reformulado aos poucos, saindo do paletó, gravata, chapéu-palheta e charuto (vício que seria abolido de vez de suas histórias, com licença para republicações de histórias clássicas) por uma camiseta, mais condizente com o clima do Rio de Janeiro, essa mudança ocorreu ainda nos anos 60.
Em 1971, estreia o quadrinista Renato Canini, na história O Leão Que Espirrava, escrita pelo próprio Canini, onde surge o primo Zé Paulista, logo em seguida, passa a ilustrar roteiros de Ivan Saidenberg, Júlio de Andrade, entre outros. Nesse período surge o herói Morcego Verde (inspirado no Morcego Vermelho) e a Agência de Detetives Moleza.
Canini desenhou o personagem até 1979, quando foi demitido pela Disney, por conta de traço mais pessoal e diferente do padrão da empresa, logo em seguida, continua roteirizando personagens Disney até meados da década de 1980, inclusive as do Zé Carioca.
O papagaio foi desenhando de camiseta até maio de 1983, a última história com esse visual foi Pedrão, o pintor (Zé Carioca nº 1645), já em Um Amor Correspondido (Zé Carioca nº 1647), voltou a usar paletó e chapéu-palheta, o visual original durou até 1992, em janeiro desse ano (Zé Carioca nº 1924), Zé Carioca começou a aparecer com boné, camisas estampadas e tênis, inicialmente apenas em capas, após 10 edições, o visual passa a ser usado em histórias. Por causa da queda de vendas configurada em todo o comércio de quadrinhos a partir do final da década de 90, com especial ênfase no setor infantil, a Abril praticamente fechou suas redações da área Disney, demitindo artistas consagrados, passando a republicações e lançando apenas alguns especiais (como o aclamado Zé Carioca no Descobrimento do Brasil, em virtude dos 500 anos da chegada de Cabral).
A última história inédita brasileira foi publicada em dezembro de 2001 intitulada Só com Magia, do roteirista Rafles Ramos, em junho do mesmo ano, a editora havia publicado em Zé Carioca nº 2182, o arco de história em três partes O Retorno dos Três Cavaleiros, produzida pelo americano Don Rosa. Depois disso alguma produção esporádica foram feitas para publicações especiais, em 2003, é publicada Nestor, O Destatuador no especial Zé Carioca 60 anos, roteirizada por Arthur Faria Jr. e desenhada por Eli Leon, em 2005, a editora três histórias inéditas: outro arco de história de Rosa: Sete Cavaleiros (Menos Quatro) E Um Destino, publicada em Zé Carioca nº 2290, O Amigo Do Presidente, história produzida na Holanda por  Frank Jonker (roteiro)  e José Colomer Fonts (desenhos), publicada na revista Almanaque Disney nº 367 e O Código da Trinta de Renato Canini, para o especial Mestres Disney nº 5 dedicada a obra do mesmo em Zé Carioca. Existem histórias inéditas do personagem nos arquivos da Editora Abril.
Em 2010, a Walt Disney Records lança o álbum Disney Adventures in Samba, onde temas de trilhas sonoras dos filmes da Disney foram vertidos para o ritmo brasileiro em gravações de artistas como Diogo Nogueira e Arlindo Cruz, na capa, de autoria de Moacir Rodrigues Soares para a revista Anos de Ouro do Zé Carioca nº 3 (1990), Zé Carioca ostenta o visual da década de 1940. Mesmo sem ter história inéditas, as capas da revista fizeram referências a eventos atuais, na capa da edição 2347 traz uma paródia ao poster do filme The Twilight Saga: New Moon, da série de filmes Crepúsculo, a edição 2348 mostra um goleiro com uma roupa idêntica ao uniforme do Homem-Aranha (personagem da Marvel Comics, empresa adquirida pela Disney em 2009) e a edição 2349 parodia o filme Avatar de James Cameron, todas as capas são de autoria de Aparecido Norberto, uma paródia Avatar também havia sido publicado na revista italiana Topolino, protagonizada pelo Indiana Pateta e assim como na capa brasileira, não correspondia a nenhuma história publicada na edição. Em 2012, a revista O Pato Donald nº 2407, publica uma outra história origem holandesa, protagonizada por Pato Donald e por Zé Carioca, Um Hóspede Que É Uma Mala de Frank Jonker (roteiros) e Bas Heymans (desenhos).
Em janeiro de 2013, a editora anunciou que iria publicar histórias inéditas nas revistas regulares, a primeira história Um Crocodilo no Rio, escrita, desenhada e colorida por Fernando Ventura e arte-finalizada por José Wilson Magalhães será publicada na edição 2380 da revista Zé Carioca. Uma história inédita de Ventura já havia sido publicada no especial Zé Carioca 70 Anos volume 2, uma história inédita do especial foi escrita por Arthur Faria Júnior e ilustrada por Luiz Podavin. Para edição seguinte, a editora anunciou uma história produzida por Arthur Faria Júnior e Luiz Podavin. Ventura introduz nas histórias brasileiras a Vovó Carioca, personagem criada em 2011 para os quadrinhos holandeses do personagem criados por Jan Kruse e Bas Heymans. Para homenagear os 40 anos do Morcego Vermelho, identidade de super-herói de Peninha, o herói aparece em duas histórias do Zé Carioca e sua versão super-heroica, o Morcego Verde, Duelo de Titãs, escrita por Carlos Edgard Herrero e Arthur Faria Jr., publicada em Zé Carioca nº 2385 (agosto de 2013) e Esse Herói É Muito Folgado!, publicada em Zé Carioca nº 2389 (outubro de 2013), essa última, com roteiro apenas de Faria Jr., ambas desenhada pelo próprio Herrero, que desenhou a primeira história do Morcego Vermelho.
Em novembro de 2013, em virtude do falecimento do quadrinista Renato Canini, a editora publica duas histórias na edição 2391 do Zé Carioca: Kung Fu Papagaio de Lúcia de Nóbrega e A Fuga Muito Doida do Zé Carioca, idealizada pelo editor Paulo Maffia e escrita e desenhada pelo próprio Ventura, a história havia sido criada para ser desenhada pelo próprio Canini, para o especial Mestres Disney nº 5, porém, o próprio resolveu apresentar O Código da Trinta e A Fuga Muito Doida do Zé Carioca ficou guardada para um retorno da produção nacional, a história faz homenagem a trabalho do próprio Canini com o papagaio, a editora ainda aproveita a proximidade da Copa do Mundo do Brasil e república a história Zé Carioca contra o goleiro Gastão, na segunda edição da revista Abril na Copa. Em abril de 2014, é lançado o álbum de figurinhas Copa Disney, com desenhos de Luiz Podavin, arte-final de José Wilson Magalhães, cores de  Cris Alencar e textos do jornalista esportivo Celso Unzelte, no mês seguinte, o personagem aparece na revista especial Gooool, a revista trazia histórias da Copa do Mundo por autores italianos, nelas, Zé Carioca encontra com Mickey, Pato Donald, Pateta, Peninha, Panchito, entre outros, ainda em maio, a editora publica a edição especial Futebol 2014 nº 3- Zé Carioca e os Craques da Bola, com capa de Luiz Podavin, o especial trouxe republicações de histórias de futebol. Depois de 68 anos, a Editora Abril encerrou dos quadrinhos Disney, com as últimas edições lançadas em julho de 2018.
Em março de 2019, a editora Culturama assumiu os quadrinhos mensais da Disney, porém, sem histórias do Zé Carioca, em  2020, a editora inicia a produção de histórias do Zé Carioca, trazendo os desenhistas Carlos Edgard Herrero, Moacir Rodrigues Soares e Luiz Podavin; o roteirista Arthur Faria Júnior; a colorista Cris Alencar; e o roteirista, desenhista e arte-finalista Fernando Ventura, a primeira história foi publicada na edição 18 da revista Aventuras Disney (setembro de 2020), o personagem teve o visual reformulado, com um chapéu panamá, camiseta e calça. Em 2022, o personagem completou 80 anos, para isso, alguns lançamentos foram planejados como uma canção intitulada Zés do Brasil composta por Leandro Lehart e gravada por Xande de Pilares lançada em 9 de setembro, além de uma parada na Avenida Atlântica em Copacabana. Em janeiro de 2023, a Culturama lançou a história  Um jovem chamado Zé em OGrande Almanaque Disney nº 19, roteirizada por Paulo Maffia e Gérson Luiz Borlotti Teixeira, desenhos dos irmãos Moacir Rodrigues Soares e Irineu Soares Rodrigues e a arte-final de Verci de Mello (também irmão de Moacir e Irineu) e cores de Fernando Ventura e Toni Caputo. A história mostra o bebê Zé Carioca vivendo um tempo em Patópolis e voltando ao Brasil.  Em março de 2023, é lançada a graphic novel Zé Carioca conta a história do Brasil em parceria com o jornalista Eduardo Bueno com o papagaio contando sua versão de episódios da história do Brasil, a HQ traz roteiros do editor Paulo Maffia em parceria com Lederly Mendonça.

#### Almanaque do Zé Carioca
Além da revista própria, o papagaio possuía um almanaque. A primeira versão teve 21 edições, de maio de 1986 a fevereiro de 1995. Em dezembro de 2010, ganhou uma segunda versão, com periodicidade bimestral. Em maio de 2017, a revista foi cancelada para dar lugar ao retorno do Almanaque Disney.

#### Edições especiais
Além da revista própria e do Almanaque do Zé Carioca, o personagem ainda teve várias edições especiais. São elas:
- Anos de ouro do Zé Carioca

Novembro/Dezembro de 1989. Quatro (4) edições de luxo contendo as primeiras histórias do Zé no Brasil.
- Zé Carioca Edição Extra

Outubro de 1997. Duas edições experimentais. Não faz parte da série Edição Extra.
- Zé Carioca 20 anos

Junho de 1981. Comemoração pelos 20 anos da revista Zé Carioca.
- Zé Carioca edição ecológica

Maio de 1992. Edição que fala sobre ecologia com a história Em busca dos papagaios perdidos.
- Zé na Copa

Maio de 1998. Detalhes e histórias relacionados ao futebol.
- Zé Carioca especial, Brasil 500 anos

Março de 2000. Comemorando os 500 anos de descobrimento do Brasil.
- Zé Carioca 60 anos

Novembro de 2003. Comemoração de 60 anos da criação do Zé Carioca.
- Zé Carioca 70 anos.

Novembro de 2012. Comemoração de 70 anos da criação do Zé Carioca
- Futebol 2014 nº 3- Zé Carioca e os Craques da Bola

Maio de 2014. Republicação de histórias de futebol
- Um Brasileiro Chamado Zé Carioca

Abril de 2015. Publicação de luxo de 44 histórias desenhadas por Renato Canini e roteirizadas por Ivan Saidenberg
- Edição Exclusiva para Assinantes nº 2 - Zé Carioca

Maio de 2021. Republicação de histórias produzidas pela Culturama, contendo mais uma história inédita
- Arte e Cor - Zé Carioca

Julho/agosto de 2021. Livro para colorir ilustrado por Moacir Rodrigues Soares e publicado pela Culturama.
Zé Carioca e Panchito - Silly Simphonies 1942-1945
Novembro de 2021. Republicação completa das tiras de Zé Carioca e Panchito publicada pela Panini Comics.
Zé Carioca — Viagens fantásticas — Volume 1
Dezembro de 2021. Primeiro número de uma série de graphic novels de Zé Carioca encontrando personagem históricos e fictícios como Machado de Assis ou Sherlock Holmes publicada pela Culturama.
O Essencial do Zé Carioca - Celebrando 80 Anos da sua Estreia
Julho de 2022. Publicação de luxo de 14 histórias produzidas por Renato Canini, Julio de Andrade e outros para Editora Abril, especial publicado pela Culturama.
Zé Carioca conta a história do Brasil
Março de 2023. Uma graphic novel que contou com a colaboração do jornalista Eduardo Bueno, participação de personagens como Mickey, Pateta, Donald, Peninha, Gastão.

##### Manual Disney
Lançado o Manual do Zé Carioca, dentre os Manuais Disney, lançados na década de 1970 pela Editora Abril, mais especificamente em 1974 (graças à Copa da Alemanha) e depois em 1978, edição revisada e atualizada (Copa da Argentina). Depois, relançado em 1986 pela Editora Nova Cultural.
O assunto tratado era o esporte preferido dos brasileiros e do próprio Zé, o futebol.
Este mesmo manual e de todos os outros temas e personagens, foram aproveitados para se fazer a Biblioteca do Escoteiro-Mirim. As capas eram diferentes, mas com o mesmo conteúdo.

### Inconsistência estética
O personagem que começou sua trajetória vestindo terno e gravata coloridos, com um chapéu-palheta e carregando um guarda-chuva, o visual se assemelha a usada aos zoot suits, usadas nos EUA durante a década de 1940 por negros e latinos e que foi adotada pelos sambistas cariocas.
As incoerências e desatualização na composição do Zé Carioca, se explicam pelo fato de que o personagem não foi concebido com o objetivo do formato sequencial dos quadrinhos, mas sim para um breve curta homenageando a América Latina (que mais tarde tornar-se-iam dois). Não foi pensado no futuro que o personagem teria quando o próprio Walt Disney criou o personagem, que não era um favelado, sequer um caloteiro, apenas um entusiasta do Brasil.
Se até a década de 70 os editores eram — devido à importação ou adaptação das histórias — praticamente obrigados a se ater ao original da Disney, a partir de então, com a organização do estúdio da Abril abriu-se espaço para as mudanças estéticas e psicossociais observadas no personagem devido à crescente influência dos roteiristas e desenhistas brasileiros, dentre os quais é preciso destacar o nome de Renato Canini, que chegou a ser rotulado de pai do Zé Carioca.
A personalidade de Zé Carioca desenvolvida nos quadrinhos nas tiras de jornal – com lançamentos também na Holanda e alguns na Itália –, a ponto de Don Rosa, ignorar e desconhecer a série brasileira ao escrever uma história em que o Zé participava, com sua personalidade baseada na do filme de 1945. Não tenho fontes onde possa chegar e pedir cópias da história do Zé Carioca dos últimos 30 anos traduzidas para o inglês. Isso é impossível. Então, não posso dizer nada, já que não consigo ler em português. Mas o que me dizem é que ele é um vagabundo, um vagabundo adorável. Assim, não consigo formar uma opinião. Por isso, tive de recriar uma versão do Zé Carioca que todos os americanos conhecem, ou seja, a do desenho de 1945, justifica-se Don Rosa.

### Na Holanda
Em 1981, Zé Carioca foi publicado pela primeira vez no na revista semanal do Pato Donald. As três primeiras histórias foram publicadas sob o título coletivo A Vagabond on Courtesy Feet. A partir de 1983, passou a ter histórias locais, nessas histórias, muito próximas das tiras originais, Zé ocupa seu tempo assumindo falsas identidades para impressionar as garotas (que costumam ver através dele, deixando-o com o coração partido), e ganhando jantares grátis em restaurantes caros, hábito que muitas vezes o coloca em apuros. Em 2023, ganhou uma namorada exclusiva das histórias holandesas, Parquita.

## Cenário e Personagens
No O cenário de suas histórias é, na maioria das vezes, a Vila Xurupita, no Morro do Papagaio (mais tarde referido como Bairro do Papagaio), local onde mora, não precisamente apontada, mas tida pelas demonstrações, como um bairro humilde suburbano do Rio, com vários referenciais para ser uma favela, embora próximo de bairro rico, onde mora sua namorada. O bairro é a sede do time de futebol Vila Xurupita Futebol Clube e da escola de samba Unidos de Vila Xurupita.
Alguns personagens eram característicos nas histórias do papagaio Zé Carioca. Seguem eles:
- Rosinha Vaz (1942) - Sua namorada, filha de milionário, muitas vezes questiona o estilo de vida do namorado.
- Nestor (1944) - Seu grande amigo, presente desde as primeiras histórias em quadrinhos do Zé. Um urubu, que teme por todos os planos do Zé, embora admita-se um “caloteirozinho de menor porte”. Às vezes arruma emprego, prontamente arruinados pelo papagaio.
- Pedrão (1973) - Faz a melhor feijoada do mundo e, embora grande amigo, sempre briga com o Zé e o persegue porque ele rouba suas “estimadas” jacas.
- Afonsinho (1974) - Um pato tímido e ingênuo, com raros momentos de brilhantismo, também grande amigo do Zé. Já foi dono de uma quitanda de frutas.
- Rocha Vaz (1942) - Pai milionário da Rosinha, que não aceita o Zé como genro por este ser pobre. Seu nome completo é Gaitolino da Rocha Vaz, e tem um irmão gêmeo que mora em São Paulo, chamado Granolino da Rocha Vaz.
- Zé Galo (1983) - O maior rival de Zé Carioca, deseja namorar a Rosinha, sua antiga colega de escola e diferente do Zé, tem uma boa relação com o Rocha Vaz. Já criou um time de futebol e até escola de samba para rivalizar com o Zé. É malandro, arrogante, metido, exibido e atrapalhado. Sua primeira aparição foi na história Que Galo é Esse, Zé?, da edição 1635, lançado em 1983. Seu nome completo é Galdino José Chaves.
- Morcego Verde (1975) - Super-herói encarnado pelo papagaio, que luta contra o crime com seus métodos nada convencionais, e faz uso da morcegocleta (popularmente conhecida como “a bicicleta do vizinho”). Embora desconverse, todos sabem se tratar do Zé Carioca – paródia do Batman.
- Zico e Zeca (1962) - Os dois sobrinhos gêmeos pestinhas do Zé, para os quais seu tio quer passar os ensinamentos da família.
- ANACOZECA (Associação NAcional dos CObradores do ZÉ CArioca) (1976) - Uma organização que faz de tudo pra conseguir cobrar o malandro. Principais aparições: Tadeu, Arlindo, Asdrubal e Arnaldo.
- ANATOCOBRA (Associação NAcional de TOdos os CObradores do BRAsil) (2020) - Outra organização de credores que se une a ANACOZECA.

Merecem atenção, como participantes secundários:
- Luís Carlos - Outro rival do papagaio no amor de Rosinha. Em sua primeira aparição, era noivo de Rosinha, porém ela conheceu Zé Carioca e se apaixonou. Mesmo assim, o folgado Luís Carlos se aproveitava da amizade que tinha com ela, para irritar o papagaio.  Apareceu esporadicamente em histórias brasileiras, sendo substituído pelo Zé Galo.[102]
- Baitazar - Outro rival do papagaio no amor de Rosinha. Era um jogador de futebol exibido e conquistador. Apareceu apenas na história Campeão de Futebol, de um HQ lançado no Brasil em 1955.
- Glória - Rival de Rosinha no amor pelo Zé.
- Alberto - Modormo do Rocha Vaz e que também não vai com a cara do Zé.
- Átila - Cão bravo do Rocha Vaz, que detesta o Zé e sempre o ataca.
- Seu Manoel - Seu Manoel é o dono do bar mais frequentado pelo Zé e por seus amigos (geralmente pra papear ou jogar sinuca). Parcialmente vive cobrando o Zé por sua enorme divida. Em algumas histórias seu nome já foi Malaquias.
- Zé Picareta - Um pato malandro e trambiqueiro que estava sempre tentando aplicar golpes nas pessoas, sendo Zé Carioca uma frequente vítima. Sempre se dava mal no final das histórias.
- Soneca - Cão de estimação do Zé, que pelo nome, dá pra perceber que é como o seu dono. Aparece mais em histórias antigas.
- Acácio - O personagem secundário, aparece fazendo de tudo; inspirado em arte-finalista da redação da Abril, Acácio Ramos.
- Comissário Porcôni - Assim intitulado pelo Morcego Verde, Porconi é na verdade o estressado delegado da Delegacia de Vila Xurupita.
- Paladino Implacável - Alter-ego super-heroico de Zeca, o sobrinho do Zé Carioca.
- Gabi - Sobrinha espoleta da Rosinha, muito mimada por ela e pelo Rocha Vaz. Vive brigando com Zico e Zeca, seus amiguinhos.
- Gilda e Laurinha - Namoradas, respectivamente, do Nestor e do Pedrão. Ambas, tem raras aparições.
- João - Amigo do Zé Carioca, surgiu nas tiras junto com o Nestor, esteve presente em quadrinhos brasileiros dos anos 60, 70 e 80 e é bastante recorrente na produção holandesa, retornou em 2020 na história Para O Papagaio Que Tem Tudo! na edição 21 da revista Aventuras Disney.[103]

- João Ratazana - Um rato trambiqueiro, cujos planos são sempre frustrados pelo Zé.
- Barão de Bazófia - Papagaio muito parecido com o Zé, é um agente secreto do reino de Pipocolândia, junto com seu mordomo e também agente, Jonas.
- Parquita (2023) - Namorada das histórias holandesas.[100]

### Os Parentes do Zé
Frequentemente aparecem parentes do papagaio nas suas histórias, muitos deles partilhando o seu primeiro nome e possuindo características típicas da região de origem. Os principais são os seguintes (embora outros tenham aparecido ou sido mencionados):
- Zé Paulista - O primo de São Paulo, o seu oposto por ser demasiado trabalhador.
- Zé Jandaia - O arretado primo cearense.
- Zé Pampeiro - O primo gaúcho, o verdadeiro macho de facão dos pampas.
- Zé Queijinho - O ingênuo primo mineiro, o caipira da roça que anda sempre acompanhado da sua cabrita Gabriela, que come de tudo.
- Zé Baiano - O primo baiano, que consegue ser mais dorminhoco que o Carioca, e mais rápido na hora de chegar à rede.
- Zé Goiano - Um tio-avô goiano. Já morreu.
- Zé Pantaneiro - O primo estancieiro do Mato Grosso do Sul.
- Zico e Zeca - Sobrinhos gêmeos.
- Zé do Engenho - Outro tio-avô. Era (ou é, porque está vivo) coronel.
- Vovó Carioca - Personagem surgida nas histórias holandesas e introduzida nos quadrinhos brasileiros.

## Principais desenhistas do Zé Carioca no Brasil
- Jorge Kato
- Waldyr Igayara de Souza
- Izomar Camargo Guilherme
- Carlos Edgard Herrero
- Renato Canini
- Roberto Fukue
- Luiz Podavin
- Eli Leon
- Euclides Miyaura
- Irineu Soares Rodrigues
- João Batista Queiroz
- Moacir Rodrigues Soares
- Paulo Noely da Costa
- Fernando Bonini
- Gustavo Machado
- Paulo Borges
- Átila de Carvalho
- Aparecido Norberto
- Dave Santana
- Fernando Ventura
- Carlos Mota

## Principais roteiristas do Zé Carioca no Brasil
- Ivan Saidenberg
- Júlio de Andrade
- Arthur Faria Jr.
- Gérson Teixeira
- Genival de Souza
- Rafles Ramos
- João Batista Queiroz

## Jogos eletrônicos
Em 2002, Zé Carioca aparece nos jogos da série Disney Sports produzidos pela Konami para as plataformas GameCube e Game Boy Advance da Nintendo, Zé integra os times The TinyRockets ao lado de Huguinho, Zezinho e Luisinho, os jogos são Disney Sports Soccer (futebol), Disney Sports Basketball (basquete) e Disney Sports Football (futebol americano).